# My Old School
My Old School ist ein Song von Donald Fagen und Walter Becker, der von der Jazzrock-Band Steely Dan 1973 als zweite Single aus dem Album Countdown to Ecstasy veröffentlicht wurde. Er erreichte Platz 63 in den Billboard-Charts.

## Liedtext
Der Liedtext erzählt die Geschichte einer fiktiven Drogenrazzia am Bard College. Im Text wird der Ort Annandale erwähnt, in dem das Bard College liegt, an dem die Autoren Donald Fagen und Walter Becker studierten; der Ort liegt 140 km nördlich von New York City.
Im Songtext hatte sie eine Bekannte an Staatsanwalt "Daddy Gee" (Gordon Liddy) verraten. Als Ergebnis schwört der Sänger, dass er "nie wieder zum College zurückgeht", bis "Kalifornien ins Meer stürzt."
Das Lied ist in G-Dur und wurde von Donald Fagen und Walter Becker geschrieben. Die Gitarrensolos wurden von Jeff Baxter gespielt.

## Besetzung
- Donald Fagen – Klavier, Gesang
- Jeff Baxter – Lead-Gitarre
- Denny Dias – Rhythmus-Gitarre
- Walter Becker – Bass-Gitarre, Hintergrundgesang
- Jim Hodder – Schlagzeug, Hintergrundgesang
- Sherlie Matthews, Myrna Matthews, Patricia Hall, Royce Jones – Hintergrundgesang
- Ernie Watts – Saxophon
- Lanny Morgan – Saxophon
- Bill Perkins – Saxophon
- Johnny Rotella – Saxophon